# Isòtops de l'hidrogen

El Proti, és l'isòtop de l'hidrogen més comú, té un protó i un electró. És l'únic isòtop que no té neutrons.

L'hidrogen (H) (massa atòmica estàndard: 1.00794(7) u) té tres isòtops naturals, que s'escriuen ¹H, ²H, i 3H. Altres isòtops, molt inestables (de l'4H a l'7H), s'han sintetitzat en laboratori però mai han estat observats a la natura.
L'hidrogen és l'únic element que té diferents noms per als seus isòtops. En els principis dels estudis sobre la radioactivitat es van donar diferents noms que actualment no s'usen. Els símbols D i T (en comptes de ²H i 3H) s'usen algunes vegades per designar el deuteri i el triti. La IUPAC tot i admetre el seu ús, no el recomana.

## Hidrogen 1 (proti)
L'¹H és l'isòtop més comú de l'hidrogen amb una abundància de més del 99,98%. Ja que el nucli consisteix en un sol protó, es coneix amb el nom de proti tot i que el seu ús no és molt estès.

## Hidrogen 2 (deuteri)

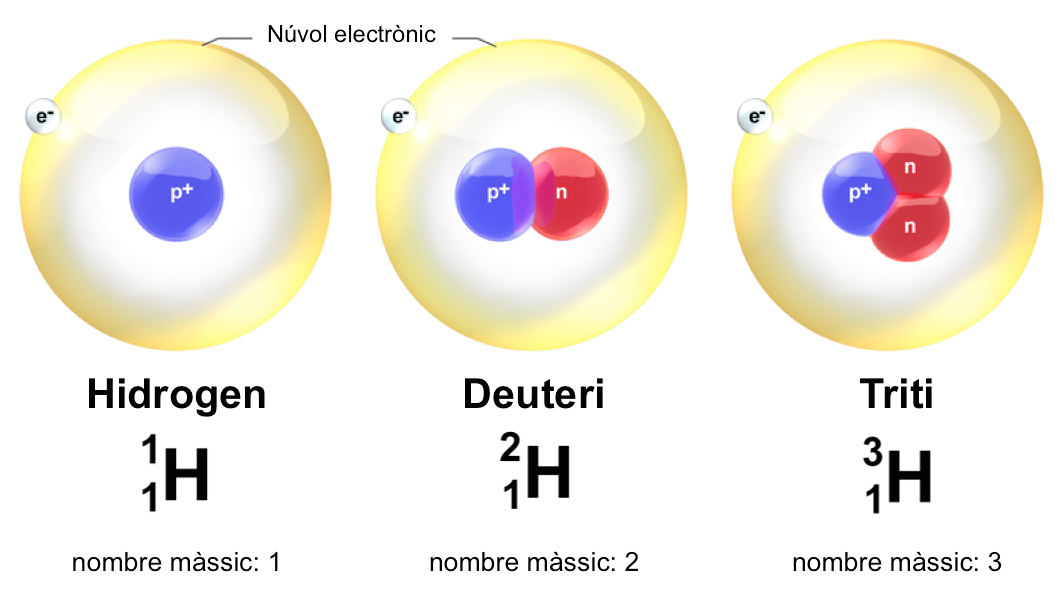
Representació visual dels isòtops de l'hidrogen.

L'²H, l'altre isòtop estable de l'hidrogen, és conegut com a deuteri i conté un protó i un neutró al seu nucli. El deuteri comprèn 0.0026 – 0.0184% (per fracció molar o fracció atòmica) de les mostres d'hidrogen de la Terra, el nombre menor se sol trobar en mostres d'hidrogen gasós i l'enriquiment més alt (0.015% o 150 ppm) és típic de l'aigua oceànica. El deuteri no és radioactiu, i no representa una toxicitat significant. L'aigua enriquida amb molècules que inclouen el deuteri en comptes d'hidrogen normal s'anomena aigua pesant. El deuteri i els seus compostos s'usen com a etiquetes no radioactives en experiments químics i en dissolvents d'espectroscòpia. L'aigua pesant s'usa coma moderador nuclear i refrigerant en reactors nuclears. El deuteri és també un combustible potencial per a la fusió nuclear comercial.

## Hidrogen 3 (triti)
L'3H es coneix com a triti i consisteix en un protó i dos neutrons. És radioactiu, es desintegra en heli 3 per desintegració beta amb un període de semidesintegració de 12.32 anys. Naturalment es produeixen petites quantitats de triti degut a la interacció de raigs còsmics amb els gasos atmosfèrics; el triti també s'allibera en proves d'armes nuclears. S'usa en armes de fusió termonuclear, com a traçador en geoquímica d'isòtops, i en aparells especialitzats autoil·luminats. El triti s'havia usat en experiments d'etiquetatge biològic i químic com a ràdioetiqueta o traçador radioactiu (ara menys freqüent). La fusió nuclear D-T usa el triti com a principal reactant, junt amb el deuteri, alliberant energia a través de la pèrdua de massa quan els dos nuclis col·lideixen i es fusionen a temperatures massives.

## Hidrogen 4
L'4H és un isòtop de l'hidrogen altament inestable. El nucli consisteix en un protó i tres neutrons. S'ha sintetitzat en laboratori bombardejant triti amb nuclis de deuteri amb moviment ràpid. En aquest experiment, el nucli de triti va capturar neutrons del nucli de deuteri amb moviment ràpid. La presència de l'hidrogen 4 es deduí detectant protons emesos. La seva massa atòmica és 4.0279121. Es desintegra a través d'emissió de neutrons i té un període de semidesintegració de 9.93696x10-23 segons.

## Hidrogen 5
L'⁵H és un isòtop de l'hidrogen altament inestable. El seu nucli consisteix en un protó i quatre neutrons. S'ha sintetitzat en laboratori bombardejant triti amb nuclis de triti en moviment ràpid. En aquest experiment, un nucli de triti va capturar dos neutrons de l'altre, convertint-se en un nucli amb un protó i quatre neutrons. El protó restant podia detectar-se, i així deduir l'existència d'hidrogen 5. Es desintegra a través d'emissió de neutrons i té un període de semidesintegració 8.01930x10-23 segons.

## Hidrogen 6
L'⁶H Es desintegra a través d'una triple emissió de neutrons i té un període de semidesintegració 3×10−22 segons.

## Hidrogen 7
L'7H consisteix en un protó i sis neutrons. Un grup de científics francesos, russos i japonesos el van sintetitzar en laboratori per primera vegada el 2003 bombardejant hidrogen amb àtoms d'heli 8. L'heli 8 va donar els seus neutrons al nucli d'hidrogen. Els dos protons restants van ser detectats pel telescopi RIKEN, un objecte fet de diverses capes de sensors, posicionats darrere de l'objectiu del raig del ciclotró.

## Àtoms exòtics semblants a l'hidrogen

### Positroni (Ps o e+e-)
El positronium és un àtom exòtic fet per un positró (l'antipartícula carregada positivament de l'electró) i un electró. Es desintegra en 10-7 segons (100 nanosegons) degut a l'aniquilació dels seus components.

### Muoni (Mu o µ+e-)
Un muoni és un àtom exòtic fer d'un antimuó (l'antipartícula carregada positivament del muó) i un electró, té el símbol Mu o µ+e−. En els 2 µs de vida del muó, el muoni pot entrar en composts cal el (MuCl) o el (NaMu).
| Símbol del núclid | Z | N | Massa (uma)       | Semivida                      | MD                    | Producte de desintegració | Espín nuclear | Composició isotòpica representativa (fracció molar) | Rang de variació natural (fracció molar) |
| ----------------- | - | - | ----------------- | ----------------------------- | --------------------- | ------------------------- | ------------- | --------------------------------------------------- | ---------------------------------------- |
| ¹H                | 1 | 0 | 1,00782503207(10) | Estable (>6,6×1033 a)         | Estable (>6,6×1033 a) | Estable (>6,6×1033 a)     | 1⁄2+          | 0,999885(70)                                        | 0,999816-0,999974                        |
| ²H                | 1 | 1 | 2,0141017778(4)   | Estable                       | Estable               | Estable                   | 1+            | 0,000115(70)                                        | 0,000026-0,000184                        |
| 3H                | 1 | 2 | 3,0160492777(25)  | 12,32(2) a                    | β-                    | 3He                       | 1⁄2+          | Traça                                               |                                          |
| 4H                | 1 | 3 | 4,02781(11)       | 1,39(10)×10-22 s [4,6(9) MeV] | n                     | 3H                        | 2-            |                                                     |                                          |
| ⁵H                | 1 | 4 | 5,03531(11)       | >9,1×10-22 s ?                | n                     | 4H                        | (1⁄2+)        |                                                     |                                          |
| ⁶H                | 1 | 5 | 6,04494(28)       | 2,90(70)×10-22 s [1,6(4) MeV] | 3n                    | 3H                        | 2−#           |                                                     |                                          |
| ⁶H                | 1 | 5 | 6,04494(28)       | 2,90(70)×10-22 s [1,6(4) MeV] | 4n                    | ²H                        | 2−#           |                                                     |                                          |
| 7H                | 1 | 6 | 7,05275(108)#     | 2,3(6)×10-23 s#               | 4n                    | 3H                        | 1⁄2+#         |                                                     |                                          |

1. ↑  En negreta si són isòtops estables.
2. ↑  Es refereix a la composició en aigua.
3. ↑  Cosmogènic.

Z: nombre de protons. N: nombre de neutrons. Els valors marcats amb # són valors esperats que no han pogut ser comprovats experimentalment. Els valors entre parèntesis són incerts.